# Дергачёв, Владимир Алексеевич
 Владимир Алексеевич Дергачёв  (12.02.1924 — 13.02.1945) — наводчик орудия батареи 76-мм пушек 88-го гвардейского стрелкового полка (33-я гвардейская стрелковая дивизия, 39-я армия, 3-й Белорусский фронт) гвардии сержант, участник Великой Отечественной войны, кавалер ордена Славы трёх степеней.

## Биография
Родился 12 февраля 1924 года в селе Александровка (ныне Старобешевского района Донецкой области Украины) в семье крестьянина. Украинец. В 1940 году окончил 10 классов в городе Макеевка. Работал учётчиком в колхозе им. Г.И. Котовского. С началом войны оставался на оккупированной территории.
В сентябре 1943 года призван в Красную армию Старобешевским райвоенкоматом. С октября 1944 года в действующей армии, воевал на 4-м Украинском, 1-м Прибалтийском и 3-м Белорусском фронтах. К маю 1944 года воевал в составе 88-го гвардейского стрелкового полка 33-й гвардейской стрелковой дивизии, был замковым, затем наводчиком 76-мм орудия.
В апреле-мае 1944 года дивизия вела бои за освобождение Крыма. 16-20 апреля в гвардии красноармеец Дергачёв в составе расчёта подавил 5 пулемётных точек противника, две повозки с грузом и истребил до 2 взводов вражеской пехоты. Своей чёткой работой у орудий обеспечил успешное действия расчёта, награждён медалью «За отвагу».
4 мая 1944 года на подступах у населённого пункта Камышлы (9 км северо- восточнее города Севастополь, Крым) гвардии красноармеец Дергачёв, действуя в составе расчёта, уничтожил до взвода солдат и офицеров противника, 3 огневые точки, машину с пехотой. На подступах к Севастополю артиллеристы прямой наводкой поразили 2 огневые точки и свыше 10 гитлеровцев.
Приказом по частям 33-й гвардейской стрелковой дивизии от 26 мая 1944 года № 38/н награждён орденом Славы 3-й степени.
После окончании боёв за Крым в июне 1944 года дивизия в составе 2-й гвардейской армии была передана на 1-й Прибалтийский фронт. В конце июля 1944 года, после контрудара танковой группы противника, дивизия оказалась, фактически в окружении.
В период боёв с 28 по 31 июля 1944 года близ населённого пункта Геруцы (Радвилишкский район, Литва) благодаря чёткой работы гвардии красноармейца Дергачёва расчёт имел возможность вести бесперебойную стрельбу и уничтожил 2 танка, 3 автомашины и до 20 гитлеровцев.
Приказом по войскам 2-й гвардейской армии от 12 сентября 1944 года № 78/н гвардии красноармеец Дергачёв Владимир Алексеевич орденом Славы 2-й степени.
27 января 1945 года в бою восточнее города Кёнигсберг под населённым пунктом Штантау (ныне Митино, Гурьевского городского округа Калининградской области) гвардии сержант Дергачёв, действуя как наводчик, точным огнём уничтожил 3 пулемётные точки с расчётами. 30-31 января у местечка Модейтен в составе взвода разбил 3 пулемётных гнезда, 3 автомашины с пехотой, подавил огонь артиллерийской батареи. Был представлен к награждению орденом Славы 1 -й степени.
6 февраля 1945 года в бою в районе деревни Гайдау (ныне не существует) был тяжело ранен в голову. 13 февраля скончался от полученных ран в хирургическом полевом госпитале № 569. Был похоронен в посёлке Штампелькен (ныне Осиновка, Калининградской области). Позднее перезахоронен на воинском кладбище на восточной окраине посёлка Славинск Калининградской области.
Указом Президиума Верховного Совета СССР от 19 апреля 1945 года гвардии сержант Дергачёв Владимир Алексеевич награждён орденом Славы 1-й степени. Стал полным кавалером ордена Славы
.

## Награды
- Орден Красной Звезды (27.08.1944)[4]
- Орден Славы 1-й степени (19 апреля 1945)
- Орден Славы 2-й степени (12 сентября 1944 )
- Орден Славы 3-й степени (26 мая 1944)
- Медаль «За отвагу» (05.05.1944)
- Знак «25 лет победы в Великой Отечественной войне» (1970)
- ряд медалей

## Память
- Его имя увековечено на стеле в селе Придорожное Старобешевского района[2].